# Washington (hrabstwo La Crosse)
Washington – miasto w Stanach Zjednoczonych, w stanie Wisconsin, w hrabstwie La Crosse.